# Lincoln (Massachusetts)
Lincoln és una població dels Estats Units a l'estat de Massachusetts. Segons el cens del 2007 tenia 7.994 habitants.

## Demografia
Segons el cens del 2000, Lincoln tenia 8.056 habitants, 2.790 habitatges, i 2.254 famílies. La densitat de població era de 216,5 habitants/km².
Dels 2.790 habitatges en un 45,6% hi vivien nens de menys de 18 anys, en un 73,4% hi vivien parelles casades, en un 5,4% dones solteres, i en un 19,2% no eren unitats familiars. En el 15,8% dels habitatges hi vivien persones soles el 7% de les quals corresponia a persones de 65 anys o més que vivien soles. El nombre mitjà de persones vivint en cada habitatge era de 2,83 i el nombre mitjà de persones que vivien en cada família era de 3,18.
Per edats la població es repartia de la següent manera: un 30,7% tenia menys de 18 anys, un 5,4% entre 18 i 24, un 31,2% entre 25 i 44, un 21,7% de 45 a 60 i un 11% 65 anys o més.
L'edat mediana era de 35 anys. Per cada 100 dones de 18 o més anys hi havia 90,7 homes.
La renda mediana per habitatge era de 79.003 $ i la renda mediana per família de 87.842$. Els homes tenien una renda mediana de 52.788 $ mentre que les dones 31.786$. La renda per capita de la població era de 49.095$. Entorn del 0,3% de les famílies i el 0,8% de la població estaven per davall del llindar de pobresa.